# Helicius yaginumai
Helicius yaginumai är en spindelart som beskrevs av Prószynski 1976. Helicius yaginumai ingår i släktet Helicius och familjen hoppspindlar. Inga underarter finns listade i Catalogue of Life.